# Chipilly
Chipilly és un municipi francès situat al departament del Somme i a la regió de Nord - Pas de Calais - Picardia. L'any 2013 tenia 182 habitants.

## Demografia

### Població

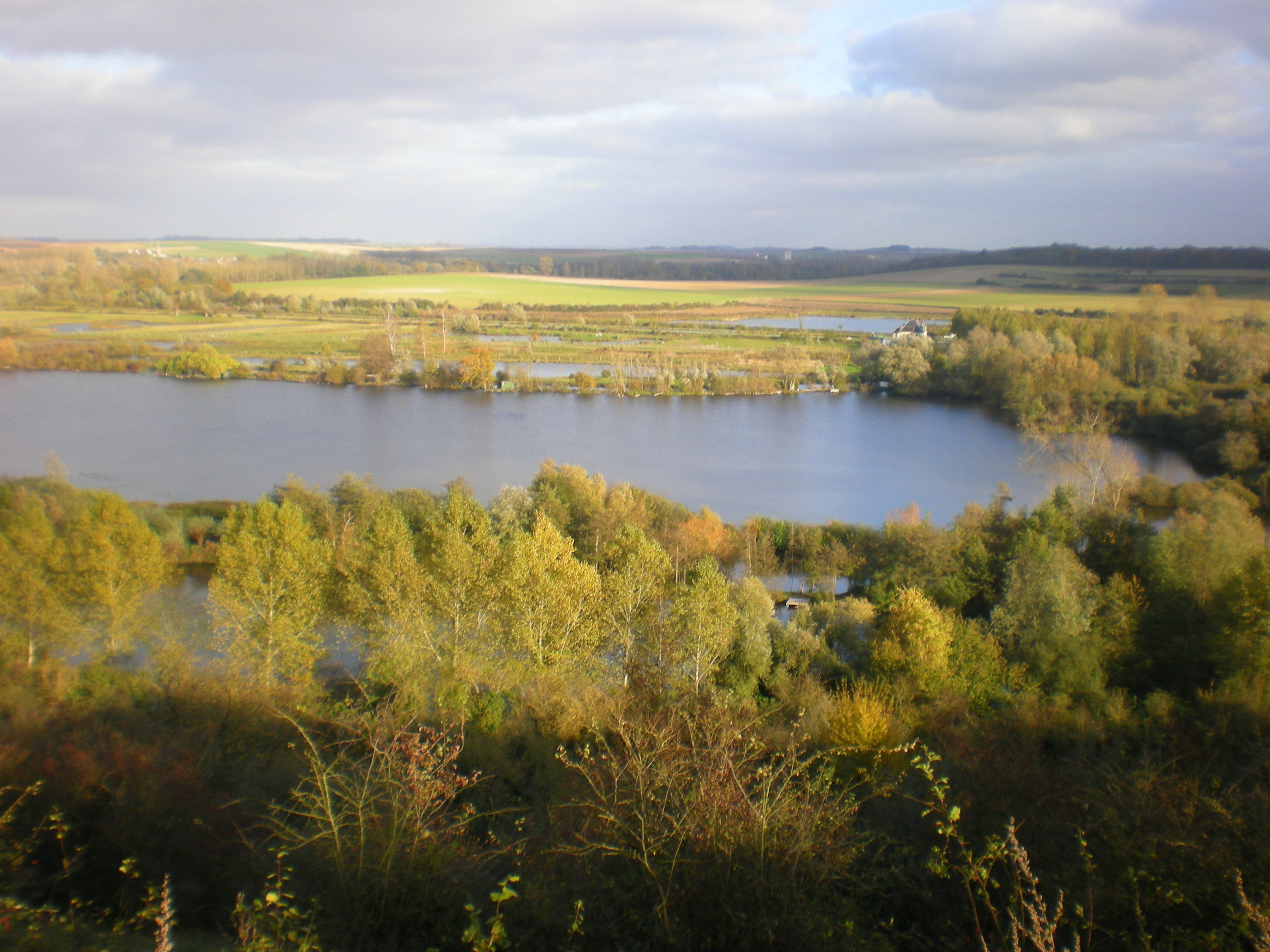
Riu Somme a Chipilly

El 2007 la població de fet de Chipilly era de 179 persones. Hi havia 72 famílies de les quals 19 eren unipersonals (19 homes vivint sols), 19 parelles sense fills i 34 parelles amb fills.
La població ha evolucionat segons el següent gràfic:
Habitants censats

### Habitatges
El 2007 hi havia 181 habitatges, 70 eren l'habitatge principal de la família, 104 eren segones residències i 7 estaven desocupats. 150 eren cases i 1 era un apartament. Dels 70 habitatges principals, 55 estaven ocupats pels seus propietaris, 13 estaven llogats i ocupats pels llogaters i 2 estaven cedits a títol gratuït; 1 tenia una cambra, 3 en tenien dues, 13 en tenien tres, 16 en tenien quatre i 37 en tenien cinc o més. 47 habitatges disposaven pel capbaix d'una plaça de pàrquing. A 26 habitatges hi havia un automòbil i a 36 n'hi havia dos o més.

### Piràmide de població

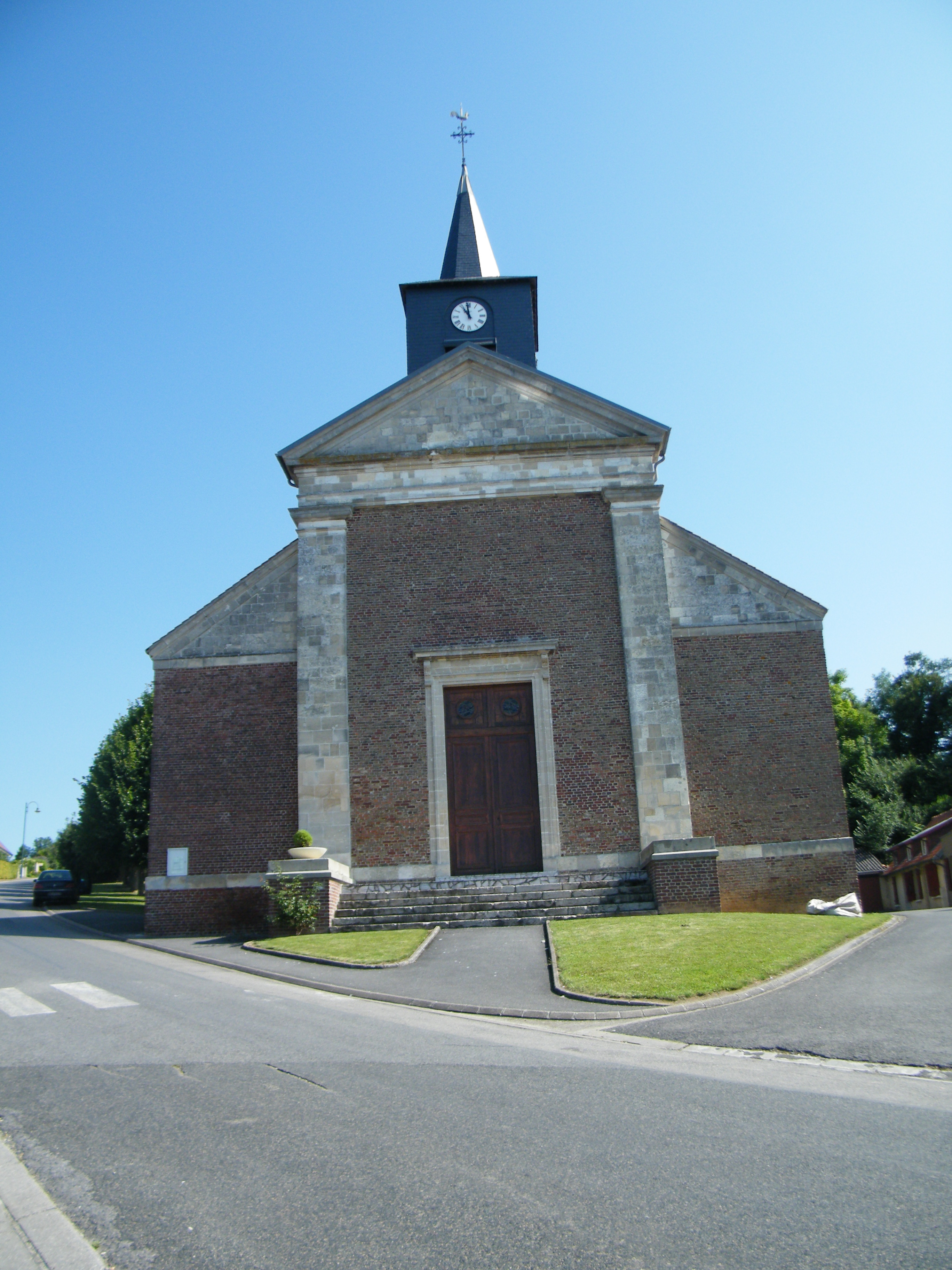
Església

La piràmide de població per edats i sexe el 2009 era:

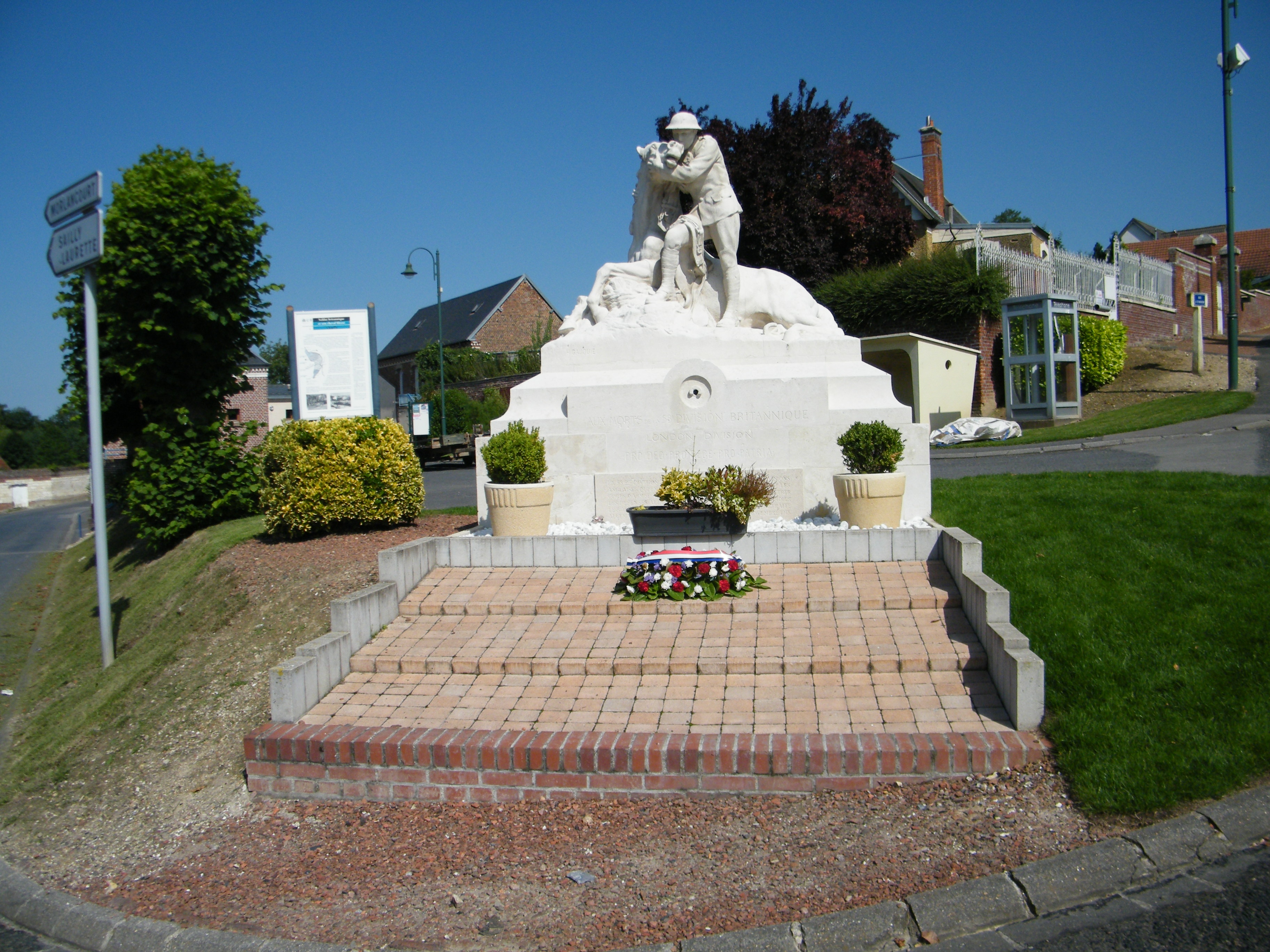

| Homes | Edats   | Dones |
| ----- | ------- | ----- |
| 0     | 95 o +  | 0     |
| 0     | 90 a 94 | 0     |
| 0     | 85 a 89 | 4     |
| 0     | 80 a 84 | 0     |
| 4     | 75 a 79 | 4     |
| 8     | 70 a 74 | 4     |
| 4     | 65 a 69 | 8     |
| 4     | 60 a 64 | 4     |
| 8     | 55 a 59 | 0     |
| 4     | 50 a 54 | 4     |
| 0     | 45 a 49 | 8     |
| 4     | 40 a 44 | 0     |
| 4     | 35 a 39 | 4     |
| 4     | 30 a 34 | 0     |
| 0     | 25 a 29 | 0     |
| 8     | 20 a 24 | 0     |
| 0     | 15 a 19 | 4     |
| 0     | 10 a 14 | 4     |
| 4     | 5 a 9   | 0     |
| 0     | 0 a 4   | 4     |

## Economia

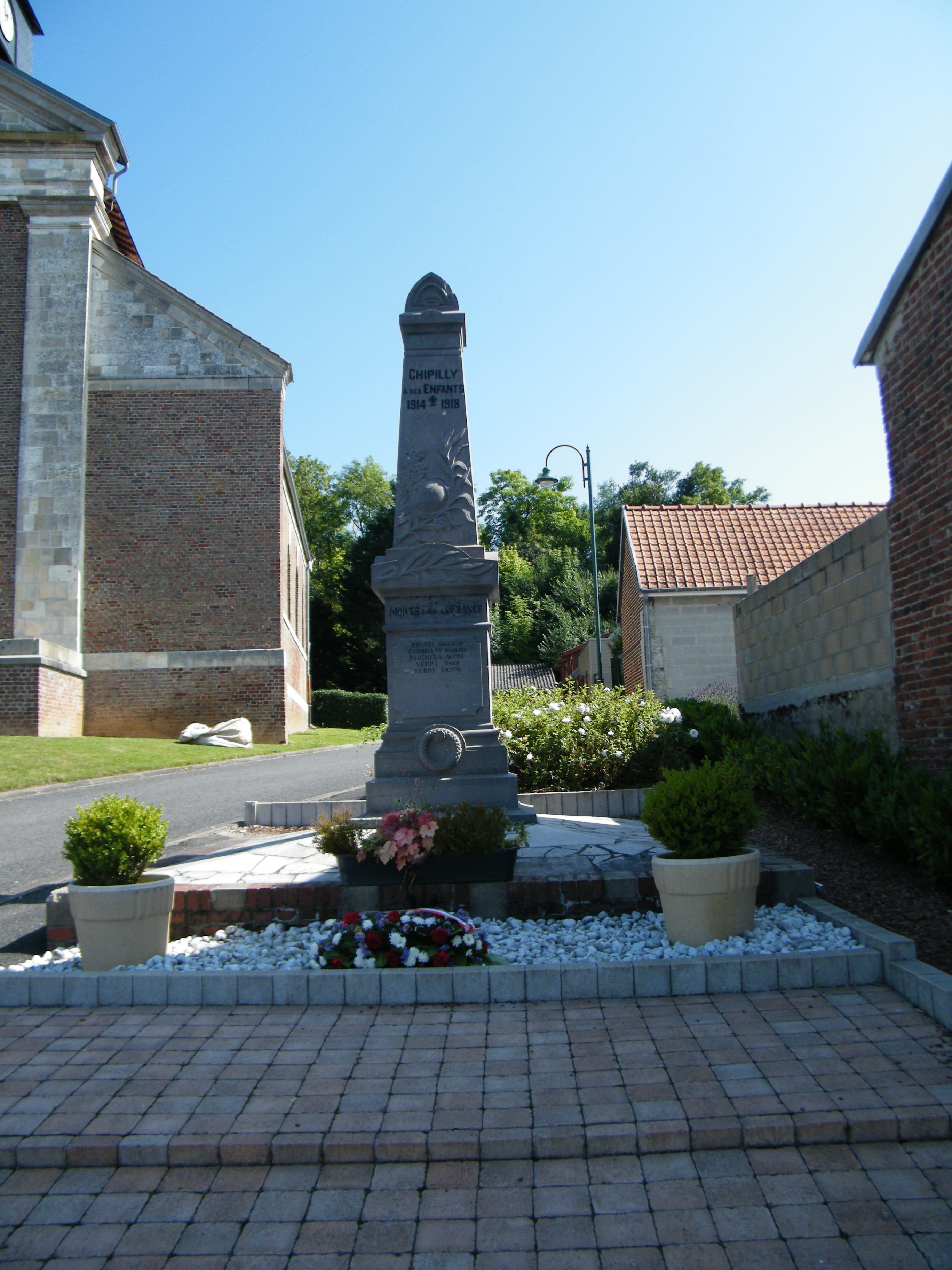

El 2007 la població en edat de treballar era de 113 persones, 72 eren actives i 41 eren inactives. De les 72 persones actives 62 estaven ocupades (34 homes i 28 dones) i 10 estaven aturades (8 homes i 2 dones). De les 41 persones inactives 18 estaven jubilades, 10 estaven estudiant i 13 estaven classificades com a «altres inactius».

### Ingressos
El 2009 a Chipilly hi havia 79 unitats fiscals que integraven 192 persones, la mediana anual d'ingressos fiscals per persona era de 16.960 €.

### Activitats econòmiques
Dels 5 establiments que hi havia el 2007, 1 era d'una empresa extractiva, 1 d'una empresa de fabricació d'altres productes industrials, 1 d'una empresa de construcció i 2 d'empreses d'hostatgeria i restauració.
Dels 3 establiments de servei als particulars que hi havia el 2009, 1 era un taller de reparació d'automòbils i de material agrícola, 1 empresa de construcció i 1 restaurant.

## Poblacions més properes
El següent diagrama mostra les poblacions més properes.